# Thiago Veloso
 Thiago Pontes Veloso (João Pessoa, 15 de agosto de 1993) é um voleibolista indoor brasileiro, atuante na posição de levantador, com marca de 313 cm de alcance no ataque 294 cm no bloqueio, que servindo a Seleção Brasileira nas categorias de base conquistou a medalha de prata no Campeonato Sul-Americano Infanto-Juvenil de 2010 na Venezuela, campeão da Copa Pan-Americana Infanto-Juvenil de 2011 no México, medalhista de ouro no Campeonato Sul-Americano Juvenil de 2012 no Brasil, também obteve o ouro no Campeonato Sul-Americano Sub-22 de 2014 no Brasil,  na edição da Copa Pan-Americana Sub-23 no Canadá e o ouro no Campeonato Mundial Sub-23 no Brasil, campeão da Copa Pan-Americana de 2015 nos Estados unidos, além da medalha de prata nos Jogos Pan-Americanos de 2015 no Canadá.

## Carreira
Thiago quando morava em João Pessoa foi motivado pelo ser irmão Ylton e assim deu seus primeiros passos no voleibol; depois migrou para Recife e após três anos residindo nesta cidade já era destaque juntamente com seu irmão Michel. No período de 2005-06 defendeu as cores do Colégio CEG foi bicampeão dos Jogos Escolares de Pernambuco nos anos de 2005 e 2006, conquistando também na categoria mirim o vice-campeonato nos Jogos Escolares Brasileiros (JEB’ s) em 2005 e o bronze nesta competição no ano de 2006.
Defendendo o Colégio Atual (Recife) foi campeão dos Jogos Escolares de Pernambuco (JEP´s) de 2007 e representando o Náutico/PE conquistou o título do Campeonato Pernambucano na categoria mirim e foi eleito o Melhor Jogador (MVP) da edição.
Thiago foi convocado para Seleção Mineira em 2007 e disputou a edição do Campeonato Brasileiro de Seleções na cidade de Natal, na primeira divisão da categoria infanto-juvenil e finalizou na quarta colocação. Depois resolve junto com seu irmão Michel de aventurar uma oportunidade em São Paulo participando de testes, e ingressou em 2008 na A.D.Centro Olímpico/COTP representando-a na categoria infantil conquistou o título do Campeonato Metropolitano, Campeonato Paulista e sagrou-se campeão na categoria infanto-juvenil do Campeonato Paulista Série Prata.
Em seguida passou nos testes das peneiras do E.C Pinheiros conquistou na categoria infantil o título do Campeonato Paulista Série Ouro de 2009 e na categoria infanto-juvenil conquistou o Campeonato Paulista Série Ouro no mesmo ano. Foi convocado para Seleção Pernambucana e disputou o Campeonato Brasileiro de Seleções Estaduais de 2009 em duas categorias, ou seja, na categoria infanto-juvenil alcançou a oitava posição na cidade de Limoeiro e o sétimo lugar na categoria juvenil realizado em Belo Horizonte.
Recebeu convocação para Seleção Brasileira, categoria de base, e por esta disputou a edição do Campeonato Sul-Americano Infanto-Juvenil na cidade de La Guaira, Venezuela, ocasião que conquistou o vice-campeonato e eleito o Melhor Bloqueador do certame.
Ainda em 2010 esteve entre os atletas da seleção infanto-juvenil que integrariam o grupo mesclado com jogadores do juvenil para representar o país nos IX Jogos Sul-Americanos serão realizados na cidade de Medellín, na Colômbia, sob o comando o técnico Percy Oncken finalizou na quinta posição.
Na temporada seguinte permaneceu no E.C Pinheiros conquistou o título do Campeonato Paulista Infanto-Juvenil de 2010 da Série Ouro e também na Série Ouro foi campeão do Campeonato Paulista Juvenil no mesmo ano,. no ano seguinte foi bicampeão em ambos torneios e categorias Disputou sua primeira edição da Superliga Brasileira A 2010-11 pelo Pinheiros/Sky e finalizou na sétima colocação.
Voltou a representar a Seleção Pernambucana no Campeonato Brasileiro de Seleções de 2011 na categoria juvenil, mesmo finalizando na quinta posição e foi eleito o Melhor Levantador.
Ele foi novamente convocado para as categorias de base da Seleção Brasileira, fato ocorrido em 2011 pelo técnico Percy Oncken, desta vez representou o país na categoria infanto-juvenil, disputou com a camisa#2 e capitaneou a equipe e conquistou a medalha de ouro na edição da Copa Pan-Americana Infanto-Juvenil na cidade de Mexicali e foi eleito o Melhor Levantador. Na sequência disputou a edição do Campeonato Mundial Infanto-Juvenil de 2011 nas cidades argentinas de Bahía Blanca e Almirante Brown, vestindo a camisa#2 foi o capitão do elenco que finalizou na nona colocação.
Esteve na Seleção Pernambucana quando disputou a edição do Campeonato Brasileira de Seleções de 2012 na primeira divisão da categoria juvenil na cidade catarinense de São José e finalizou na quarta posição.
Recebeu nova convocação para a categoria juvenil da Seleção Brasileira  em 2012 quando em preparação para as competições oficiais disputou a Government Cup na cidade de Úrmia, no Irã, conquistando o título assim como obteve o título da  Four Nations Cup de 2012 na cidade de Kladovo, na Sérvia. Ainda em 2012 foi convocado para disputar a edição da Copa Pan-Americana Subb-23 na cidade canadense de Langley conquistando a medalha de ouro, sendo o capitão da equipe e vestia a camisa#11 e voltou a integrar o elenco juvenil da seleção  sob o comando do técnico Leonardo Carvalho e conquistou a medalha de ouro no Campeonato Sul-Americano Juvenil  de 2012 sediado em Saquarema, no Brasil e eleito o Melhor Levantador.
Transferiu-se para o Sesi-SP representando-o em competições na categoria de base conquistando os títulos em 2012 da Copa Sada Contagem Juvenil, premiado como Melhor Levantador, também da Copa São Paulo Juvenil e da Copa Minas Juvenil, premiado como Melhor Levantador e Atleta Destaque; com o elenco adulto conquistou o bronze na Superliga Brasileira A 2012-13.
Em 2013 foi convocado para Seleção Brasileira para disputar o Campeonato Mundial Juvenil nas cidades turcas de Ankara e Izmir, vestiu a camisa#11 e novamente foi o capitão da equipe na conquista da medalha de prata nesta edição e figurou nas estatísticas na terceira posição entre os melhores no fundamento do levantamento. Ainda em 2013 foi convocado para Seleção Brasileira para disputar o Campeonato Mundial Sub-23 em Uberlândia e conquistou a medalha de ouro vestindo a camisa#7 e foi o quarto colocado entre os melhores levantadores da edição.
Renovou o contrato com o Sesi-SP conquistou o titulo do Campeonato Paulista e o vice-campeonato na Copa São Paulo, ambas em 2013 e alcançou o vice-campeonato na Superliga Brasileira A 2013-14 e foi vice-campeão na edição da Copa Brasil de 2014 na cidade Maringá.
Thiaguinho foi convocado para Seleção Brasileira Sub-22 e disputou a primeira edição do Campeonato Sul-Americano de 2014 da categoria sediado na cidade de Saquarema e conquistou a medalha de ouro, integrou a seleção do campeonato como o Melhor Levantdor.
Renovou com o Sesi-SP para a jornada esportiva 2014-15 e foi vice-campeão do Campeonato Paulista em 2014 e vice-campeão no mesmo ano da Copa São Paulo; na Superliga Brasileira A 2014-15 finalizou com vice-campeonato, e na Copa Brasil de 2015 em Campinas finalizou na nona colocação.
Em 2015 foi convocado para Seleção Brasileira Sub-23 e disputou a edição do Campeonato Mundial Sub-23 de 2015 em Dubai, nos Emirados Árabes Unidos, vestindo a camisa#10 encerrou na quinta colocação e foi o décimo entre os melhore levantadores na edição.
Neste ano foi convocado para Seleção Brasileira para os treinamentos em preparação dos Jogos Pan-Americanos de Toronto e participou do Desafio Internacional Brasil x Argentina, jogando a última partida pela primeira vez em seu Estado de origem; disputou o referido Pan de Toronto de 2015 e conquistou a medalha de prata; neste mesmo ano conquistou pela Seleção Brasileira de Novos a medalha de ouro na Copa Pan-Americana em Reno.
Permaneceu no Sesi-SP na temporada 2015-16, atuou como titular e sagrou-se novamente vice-campeão do Campeonato Paulista de 2015 e contribuiu para que o clube avançasse as quartas de final da Superliga Brasileira A 2015-16, finalizando na quarta colocação, sendo o sexto entre os melhores levantadores em eficiência, além disso, conquistou o bronze na Copa Brasil de 2016 em Campinas.
Recebeu proposta do voleibol estrangeiro, precisamente do voleibol italiano e foi anunciado como nova contratação pelo clube Exprivia Molfetta para o período esportivo 2016-17. Na temporada seguinte voltou a atuar no voleibol brasileiro após assinar contrato com o Sesc RJ, onde conquistou o título do Campeonato Carioca 2017/18. Com a seleção brasileira, ficou com o vice-campeonato da Copa Pan-Americana de 2018 após ser derrotada na final para a seleção argentina. No ano seguinte voltou a levantar a taça do Campeonato Carioca e conquistou o vice-campeonato da Copa Libertadores 2018/19 defendendo as cores do Sesc RJ. Pela seleção brasileira, conquistou a medalha de bronze nos Jogos Pan-Americanos de Lima, ao vencer a seleção chilena por 3 sets a 0.
Em 2019 voltou a atuar no voleibol europeu após se transferir para o Rennes Volley 35. Após o cancelamento dos campeonatos francês devido a pandemia de Covid-19, o atleta foi anunciado como o novo reforço do MKS Będzin para competir no campeonato polonês na temporada seguinte, onde disputou apenas uma temporada.
Em maio de 2021 voltou a atuar no voleibol francês após fechar contrato com o Spacer's Toulouse Volley. Na temporada posterior, assinou contrato com o Montpellier HSC, atual campeão do campeonato francês.

## Títulos e resultados
- Copa Brasil:2014[38]
- Copa Brasil:2016[2]
- Superliga Brasileira A:2013-14,[37]2014-15[42]
- Superliga Brasileira A:2012-13[27]
- Superliga Brasileira A:2015-16[52]
- Campeonato Paulista: 2013[36]
- Campeonato Paulista: 2014,[40]2015[50]
- Copa São Paulo:2013, 2014[41]
- Torneio Internacional Government Cup:2012[2]
- Four Nations Cup:2012[2]
- Campeonato Brasileiro de Seleções Juvenil (1ª Divisão):2012[20]
- Campeonato Brasileiro de Seleções Infanto-Juvenil (1ª Divisão):2007[2]
- Copa Sada Contagem Juvenil:2012[2]
- Copa São Paulo Juvenil:2012[2]
- Copa Minas Juvenil:2012[2]
- Campeonato Paulista Juvenil (Série Ouro):2010,[2]2011[2]
- Campeonato Paulista Infanto-Juvenil (Série Ouro):2009,[2]2010,[2]2011[2]
- Campeonato Paulista Infanto-Juvenil (Série Prata):2008[2]
- Campeonato Paulista Infantil (Série Ouro):2009[2]
- Campeonato Metropolitano de São Paulo Infantil:2008[2]
- Campeonato Paulista Infantil:2008[2]
- Campeonato Pernambucano Mirim:2007[2]
- JEB’ s:2005[2]
- JEB’ s:2006[2]
- JEP’ s:2005,[2]2006[2] e 2007[2]

## Premiações individuais
- Melhor Levantador do Campeonato Sul-Americano Sub-22 de 2014[39]
- 4º Melhor Levantador do Campeonato Mundial Sub-23 de 2013[34]
- 3º Melhor Levantador do Campeonato Mundial Juvenil de 2013[32]
- Atleta Destaque da Copa Minas Infanto-Juvenil de 2012[26]
- Melhor Levantador da Copa Minas Infanto-Juvenil de 2012[26]
- Melhor Levantador da Copa Sada Contagem Juvenil de 2012[2]
- Melhor Levantador da Campeonato Sul-Americano Juvenil de 2012[24]
- Melhor Levantador da Copa Pan-Americana Infanto-Juvenil de 2011[16]
- Melhor Levantador do Campeonato Brasileiro de Seleções Juvenil  (1ª Divisão) de 2011[2]
- MVP do Campeonato Pernambucano Mirim de 2007[2]